# Mitrofani, Vâlcea
Mitrofani este satul de reședință al comunei cu același nume din județul Vâlcea, Oltenia, România.

## Vezi și
- Biserica de lemn din Mitrofani
- Biserica de lemn din Mitrofani-Schit

 Acest articol despre o localitate din județul Vâlcea este deocamdată un ciot. Puteți ajuta Wikipedia prin completarea lui.